# NGC 335
NGC 335 je galaksija u zviježđu Kit.

## Vanjske poveznice
- SEDS: NGC 335